# 馬彤
馬 彤（ば とう、Ma Tong 、簡体字：马彤、1994年3月2日- ）は中国のスキージャンプ選手である。

## 経歴
吉林省通化市出身。初の国際大会出場は2011年1月8日に開催された女子ウィンターツアー2011ショーナッハ大会である。コンチネンタルカップの初得点はブラウンラーゲ大会で獲得しており、個人総合順位は33位であった。エストニアのオテパーで開催されたノルディックスキージュニア世界選手権2011に出場し40位に終わる。 世界選手権初出場となった2011年オスロ大会では39位であった。 コンチネンタルカップでの年間総合順位は76位で終了した。
2012年はワールドカップにリュブノ大会で初出場。二回目のジャンプで失敗し33位となった。 二回目の出場となったジュニア世界選手権エルズルム大会では個人で10位、団体で7位を獲得した。しかし同年9月に日本で行った中国代表合宿の際に左膝十字靭帯を断裂、長期離脱を余儀なくされた。
ストラプスケ・プレソで開催された2015年冬季ユニバーシアードでは個人で8位入賞した。

## 成績

### 国際大会
| 季節    | COC順位 | FISレディースグランプリ |
| ------- | ------- | ----------------------- |
| 2010/11 | 76      | 33                      |
| 2011/12 | 53      | -                       |

### 国内大会
- 第12回全国冬季運動会（中国語版） - 優勝
- 第13回全国冬季運動会 - 準優勝[4]